# Казахская национальная консерватория
Казахская национальная консерватория имени Курмангазы (каз. Құрманғазы атындағы Қазақ ұлттық консерваториясы) — ведущий вуз Казахстана в области профессионального музыкального образования.
Консерватория сегодня – это современный, динамично развивающийся вуз. Основная цель образовательного процесса консерватории – формирование успешного выпускника, востребованного обществом творческого специалиста, способного к саморазвитию и самоактуализации. Выпуск универсального музыканта – вот то, на что направлены сегодня разрабатываемые педагогами учебные, концертные и исследовательские программы и проекты.
К услугам студентов и преподавателей вуза современно оборудованные просторные аудитории, Большой концертный зал имени Е, Рахмадиева, Камерный зал имени Г. Жубановой, Малый концертный зал имени А. Жубанова, спортивный, тренажерный залы, читальный зал, классный абонемент, библиотека и медиатека, компьютерные классы, Интернет, звукозаписывающая студия, полиграфический сектор, музыкальная мастерская, столовая и многое другое. Общежитие для иногородних студентов располагает 42 репетиториями, читальным и спортивным залами, бытовой техникой и новой мебелью. Студенты консерватории занимаются на новых инструментах лучших японских и немецких фирм (Steinway&Sons, Grotrian-Steinweg, Bluthner, Seiler, August Forster, Yamaha), а также на электронных инструментах для струнного квартета.
С декабря 2013 года издаётся ежеквартальный научный журнал «Вестник Казахской национальной консерватории им. Курмангазы». В марте 2017 года журнал переименовали в "Saryn art and Science Journal". В 2023 году — в "Saryn". Основной целью публикаций Saryn являются статьи, в которых освещаются и обсуждаются исследовательские и методологические вопросы искусства в контексте национальной культуры, кросскультурное взаимодействие традиций и их актуальное состояние..

## История

Памятник Курмангазы (2012) перед новым зданием консерватории

Почти восемь десятилетий Казахская национальная консерватория имени Курмангазы осуществляет подготовку профессиональных музыкантов. В сравнении консерваториями Европы и России возраст незначительный, но по событийной насыщенности и динамике развития ее история сконцентрировала в себе целую эпоху. В ней отразились не только становление первого творческого вуза, формирование всей системы профессионального музыкального образования, но и история страны – Казахской ССР, а затем и суверенного Казахстана.
30 апреля 1944 года Совнарком СССР своим распоряжением обязал организовать в Алма-Ате консерваторию. В соответствие с этим распоряжением, 24 июля 1944 года Совет Народных Комиссаров Казахской ССР под председательством Н. Ундасынова постановил с 1 октября того же года на базе музыкально-хореографического комбината (ныне Алматинский музыкальный колледж имени П. И. Чайковского) организовать Государственный институт искусств, преобразованный впоследствии в Алма-Атинскую консерваторию по образцу Московской и Ленинградской консерваторий. В 1945 году вузу присвоено имя выдающегося казахского кюйши XIX века Курмангазы Сагырбаева.
В годы Великой отечественной войны (1941-1945 гг.) в Алма-Ату из Москвы были эвакуированы выдающиеся деятели русского искусства Г. С. Уланова, Ю. А. Завадский, Н. И. Сац, В. П. Марецкая и многие другие. Их работа в Казахстане существенно повлияла на формирование феномена новой казахстанской культуры, которая за короткий срок сумела усвоить и адаптировать складывающиеся столетиями культурные традиции Европы через призму русской культуры, не утратив при этом национальной самобытности.
В 1955 году народным артистом КазССР А. Т. Токпановым в консерватории был открыт театральный факультет. На его базе в 1977 году был создан Алма-Атинский театрально-художественный институт.
В 1981—1982 учебном году в консерватории обучалось свыше 1200 студентов, работало 234 преподавателя, в том числе свыше 20 профессоров и докторов наук, около 50 доцентов и кандидатов наук, 5 народных артистов СССР, 7 народных артистов КазССР.
До недавнего времени консерватория была единственным высшим учебным заведением страны, она по праву гордится своими достижениями. Выпускниками консерватории укомплектованы практически все музыкальные коллективы, концертные организации и учебные заведения республики. Педагоги и студенты консерватории достойно представляют отечественное искусство в США, странах Западной и Восточной Европы, России, Китае, Турции, Египте, Катаре, Иране, Сингапуре, Таиланде, Японии, Южной Корее и др.
Здесь сложилась композиторская школа, представленная такими прославленными именами, как Ахмет Жубанов, Евгений Брусиловский, Мукан Тулебаев, Сыдык Мухамеджанов, Куддус Кужамьяров, Газиза Жубанова, Еркегали Рахмадиев.
С обретением независимости и суверенитета Казахстаном, консерватории был присвоен статус «казахского национального высшего учебного заведения». Так был обозначен качественно новый уровень задач по созданию конкурентноспособной казахстанской модели музыкального образования, а также отношение вуза к числу культурных и политических приоритетов государства.

## Структура университета
Учебный процесс обеспечивают 4 факультета и 14 кафедр:
- Факультет музыкознания, арт-менеджмента и социально-гуманитарных дисциплин
  - Кафедра музыковедения и композиции
  - Кафедра арт-менеджмента
  - Кафедра социально-гуманитарных дисциплин
- Факультет инструментального исполнительства
  - Кафедра ансамблевого искусства
  - Кафедра специального фортепиано
  - Кафедра струнных инструментов
  - Кафедра духовых и ударных инструментов
  - Кафедра общего фортепиано
- Факультет вокала и дирижирования
  - Кафедра дирижирования
  - Кафедра вокального искусства
- Факультет народной музыки
  - Кафедра домбры
  - Кафедра кобыза и баяна
  - Кафедра народного пения
  - Кафедра старинных музыкальных инструментовВ консерватории работают 378 преподавателей[4]. Профессорско-преподавательский состав включает высококвалифицированных специалистов, обладающих академическими степенями:

- Доктор PhD — 21 человек
- Доктор наук — 6 человек
- Кандидат наук — 43 человека[4]

## Ректоры
- 1944 — 1945 — Иван Круглыхин
- 1945 — 1951 — Ахмет Жубанов
- 1951 — 1957 — Иван Круглыхин
- 1957 — 1967 — Куддус Кужамьяров
- 1967 — 1975 — Еркегали Рахмадиев
- 1975 — 1987 — Газиза Жубанова
- 1987 — 1997 — Дюсен Касеинов
- 1997 — 2018 — Жания Аубакирова
- 2018 — 2023 — Арман Жудебаев
- 2024 — н. в. — Гаухар Тасбергенова

## Здание консерватории
Здание было построено в 1935—1937 годах по проекту типовой школы, с доработкой проекта архитектором А. Стременовым. В составе учебного корпуса — 2 учебных корпуса и концертный зал. Изначально здание предназначалось для музыкально-хореографического комбината (ныне — Алматинское хореографическое училище имени А. Селезнева и Алматинский музыкальный колледж имени П. Чайковского). С 1 октября 1944 года в здании расположилась консерватория.
В начале 1960-х годов был достроен ещё один корпус
В 1960-е годы к зданию был пристроен новый корпус и общежитие из 120 жилых комнат, 42 репетиториев, с читальным и спортивным залами и просторным холлом.
В 1970-х с восточной стороны был пристроен органный зал.
В ноябре 2000 года консерватории было предоставлено дополнительное современное четырёхэтажное здание.

### Архитектура
Здание представляет собой образец «национального стиля» в архитектуре города Алма-Аты 30-х годов XX века. Трёхэтажное здание консерватории представляет в плане разомкнутый прямоугольник. Главный фасад сооружения акцентирован фланкирующими ризалитами с двухколонными портиками коринфского стиля, завершёнными треугольным фронтоном, с расположенным в одном из них главным входом. Мерный ритм пилястров коринфского ордера в межоконном пространстве расчленяет фасад по вертикали. Окна трёхчастные, в торцевой части ризалитов — двухстворчатые. Кладка стен кирпичная, отштукатурена. Планировка здания — коридорного типа с выходящими в него помещениями.

### Статус памятника
10 ноября 2010 года был утверждён новый Государственный список памятников истории и культуры местного значения города Алматы, одновременно с которым все предыдущие решения по этому поводу были признаны утратившими силу. В этом Постановлении был сохранён статус памятника местного значения здания Казахской национальной консерватории. Границы охранных зон были утверждены в 2014 году.

## Международный конкурс пианистов Алматы
С апреля 2000 г. проводит Международный конкурс пианистов Алматы. На 2022 год проведено 8 конкурсов.

## Знаменитые выпускники
- Бибигуль Ахметовна Тулегенова
- Кетегенова Нургиян (Алтын) Салимовна (16.02.1937)
- Нуралы Танатар Конырулы (02.07.1938)
- Александр Сергеевич Зацепин
- Меруерт Кабыкеновна Каленбаева
- Тамара Кажгалиевна Джумалиева
- Юрий Степанович Клушкин
- Алибек Мусаевич Днишев
- Сауле Исхаковна Утегалиева
- Серик Жексембекович Еркимбеков
- Адиль Бестыбаев
- Гаухар Курманбековна Мурзабекова
- Марат Саметович Бисенгалиев
- Алан Аскарович Бурибаев
- Санжар Байтереков (31.01.1987)
- Арман Адильханович Жудебаев
- Канат Омаров (24.02.1988)
- Рахат-Би Толегенулы Абдысагин(02.02.1999)[12]